# دانشنامه تهران بزرگ
دانشنامهٔ تهران بزرگ، دانشنامه‌ای تفصیلی و تخصصی است که با موضوع حیات مادی و معنوی تهران بزرگ طراحی و منتشر شده است.  تولید این مجموعه از سال ۱۳۸۸ در مرکز دائرةالمعارف بزرگ اسلامی کلید خورد و در سال ۱۳۹۲ دو جلد از آن که مربوط به بخش شمیرانات تهران بوده، منتشر گردیده‌است. پیش بینی می‌شود که این دانشنامه در ۶ جلد و به نقلی ۸ جلد منتشر گردد.

## کلیات
با انقلاب اسلامی در ایران و مهاجرت گسترده به این شهر، چهره شهر دگرگون شده است و مرکز دائرةالمعارف اسلامی برای ثبت هویت و تاریخچه این دگرگونی‌ها، اقدام به تدوین دانشنامه‌ای مفصل با موضوع تهران نمود. این دانشنامه به جهت تقسیم تهران در دو دهه گذشته به سه منطقه شمیران، کن و ری، در سه فصل جداگانه تدوین شده است. این دانشنامه شامل ۱۲ هزار مقاله در موضوعات مختلف حیات سیاسی، اجتماعی و فرهنگی تهران در طول ۲۰۰ سال گذشته است. بخش‌هایی از سرفصل‌های این کتاب، شامل موارد ذیل است: «مواضع و عوارض جغرافیایی»، «آثار و بناهای تاریخی»، «آتشکده‌ها»، «کتابخانه‌ها»، «ورزشگاه‌ها»، «مدرسه‌ها» و «چاپخانه‌های قدیمی».
به گفته سرپرست این پروژه، دو جلد بخش شمیرانات شامل ۱۳۰۰ و بخش تهران، ۶۰۰۰ مدخل است.

## وضعیت نشر
این کتاب در ۲ جلد و توسط مرکز دائرةالمعارف بزرگ اسلامی و زیر نظر سید کاظم موسوی بجنوردی در بهمن ۱۳۹۲ منتشر گردیده است.

## جوایز
این اثر در سی و دومین دوره کتاب سال جمهوری اسلامی ایران، به عنوان اثر برگزیده معرفی و از سوی حسن روحانی -رئیس جمهور وقت- مورد تجلیل قرار گرفت.